# Michael Noack (Fußballspieler)
Michael Noack (* 7. Februar 1955 in Cottbus) ist ein ehemaliger deutscher Fußballspieler.

## Sportliche Laufbahn

### Gemeinschafts- und Clubstationen
Michael Noack begann seine Laufbahn im Männerbereich in der zweitklassigen DDR-Liga bei Energie Cottbus, bei dessen Vorgänger SC Cottbus er 1964 mit dem Fußball begonnen hatte. In der Spielzeit 1972/73 stieg er mit den Lausitzern in die DDR-Oberliga auf, in der er zunächst auf 16 Einsätze kam. 1974 wechselte er zum BFC Dynamo, wo er sich als Stammspieler unter Jürgen Bogs etablieren konnte.
Mit dem DDR-Rekordmeister errang er zwischen 1979 und 1984 insgesamt sechs DDR-Meisterschaften. Das Finale des FDGB-Pokals erreichte Noack mit Berlin dreimal, scheiterte aber jeweils an Dynamo Dresden und dem 1. FC Magdeburg. Auf internationaler Ebene trat er für Dynamo in 23 Spielen des UEFA-Cup bzw. Europapokals der Landesmeister an, in dem er nie über das Viertelfinale hinauskam. 1984 beendete Noack seine Oberligalaufbahn.

### Auswahleinsätze
In der A-Nationalelf wurde Noack zweimal eingesetzt. Der BFC-Akteur spielte beim Aufbau der ostdeutschen Olympiaauswahl für die Titelverteidigung beim olympischen Fußballturnier 1980 zunächst eine Rolle, schied aber später aus dem Kader für die Spiele in Moskau. Mit der Nachwuchsnationalmannschaft des DFV kämpfte er sich 1978 ins Finale des kontinentalen Championats. In den beiden Finalspielen gegen Jugoslawien wurde Noack aber nicht aufgeboten.

## Weiterer Werdegang
Beim BFC sowie dessen Nachfolger FC Berlin war der frühere Nationalspieler nach seiner aktiven Laufbahn in der Nachwuchsabteilung als Trainer tätig. Später arbeitet als Fachangestellter in einem Steuerbüro.